# トランポリン

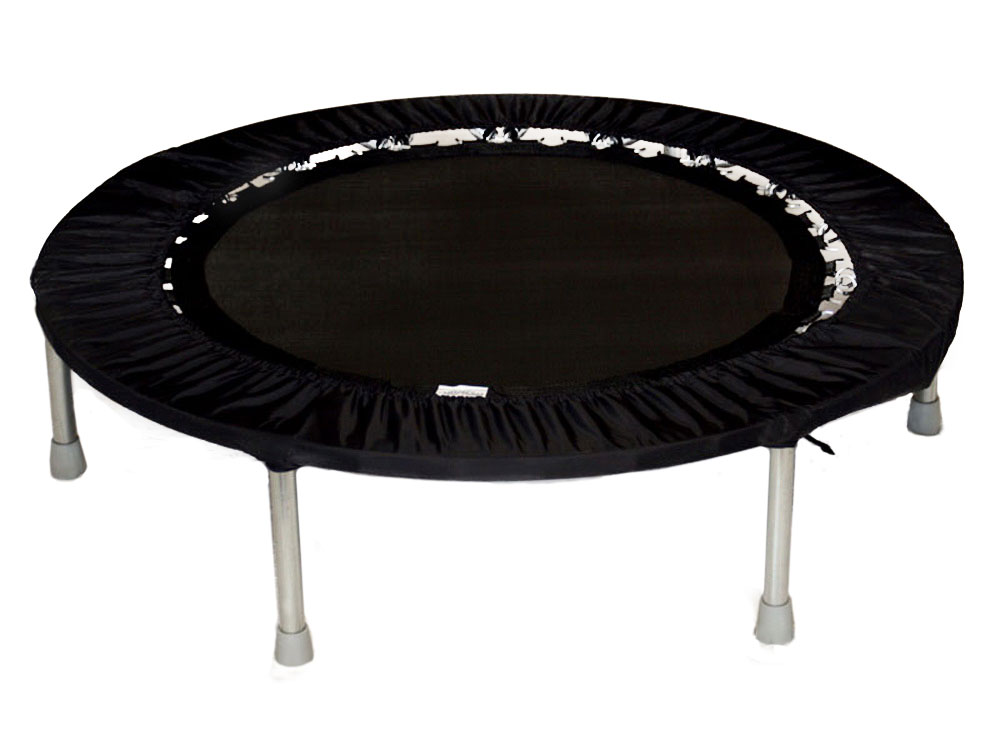
トランポリン

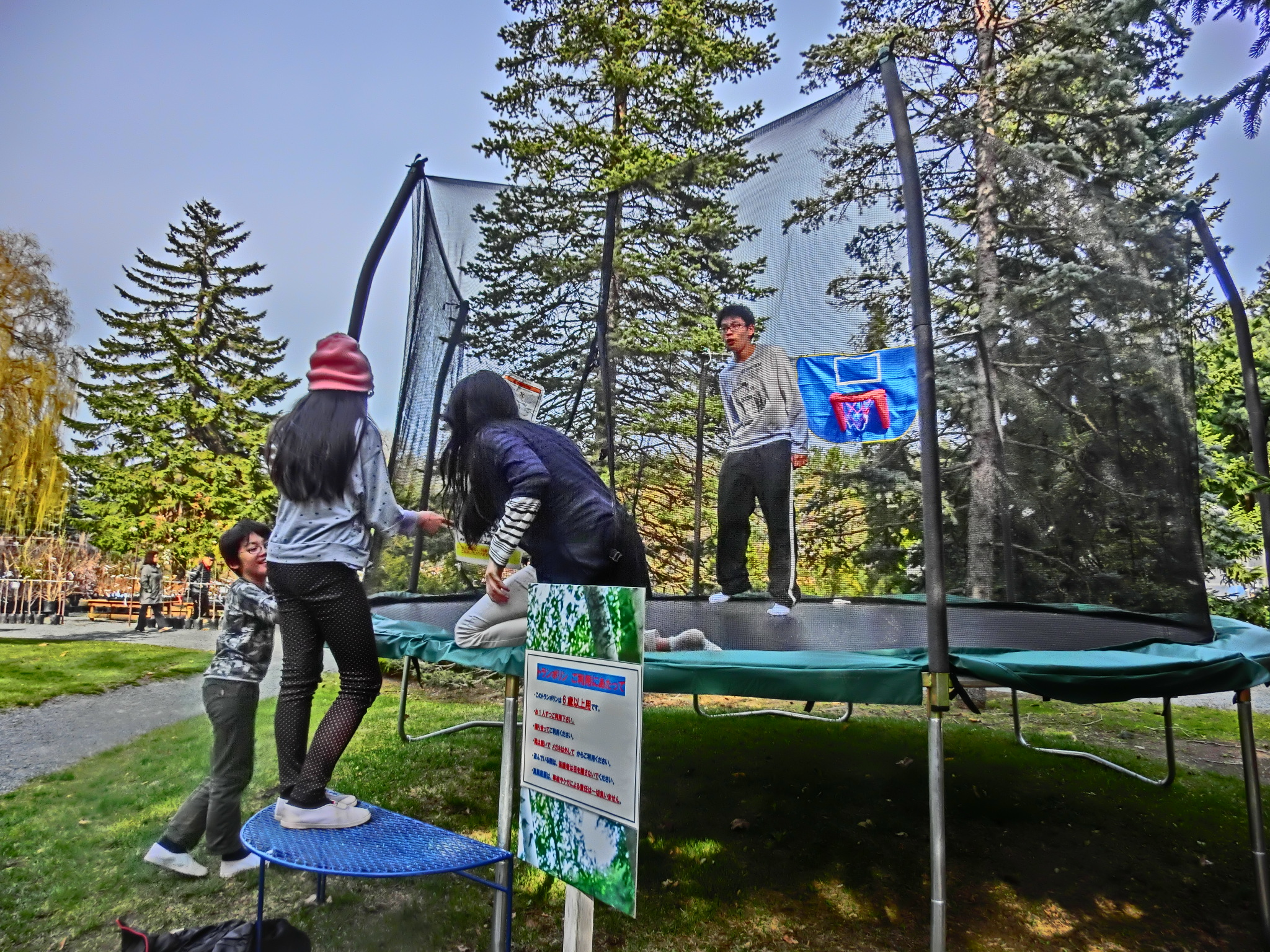
落下防止用のネットが装備されたレクレーション用トランポリン

トランポリン（Trampoline）は、四角、もしくは丸型の枠に伸縮性のある丈夫な布を張り渡しゴム・ケーブルまたはスプリングで固定した運動器具。この上で人が跳躍をくり返すと反発力により、トランポリンを使用しない時の数倍もの高さにジャンプすることが可能となる。
起源は中世のサーカスだといわれているが、スポーツとして普及したのは1930年代以降、日本に紹介されたのは1959年（昭和34年）である。今ではレクリエーションに、競技に、エクササイズに、他の運動種目のトレーニング用に、と幅広く活用され楽しまれている。オリンピックでもトランポリン競技が2000年シドニーオリンピック大会から正式種目となっている。

## 歴史
中世ヨーロッパのサーカス芸人Du-Trampolinが空中ブランコ下に張られていた安全ネットをヒントに考案したのが始まりとされている。初期のトランポリンはスポーツ競技ではなく遊戯的な要素を持つサーカスに近いものだった。
第二次世界大戦中、アメリカではパイロットの養成課程で空中感覚の技術習得のためにトランポリンが使用された。
トランポリンをスポーツとして確立したのはジョージ・ニッセン（アメリカ合衆国の体操競技選手）といわれており製造会社を設立。1960年代になるとアメリカ社会ではトランポリンが爆発的なブームとなりトランポリン場が各地にできた。日本におけるトランポリンは、ニッセン社と技術及び資本提携を行っていたセノー株式会社がトランポリンの製造を開始し、1960年にトランポリンの商標登録を行っている。
その後、アメリカではトランポリンによるけが人が続出したことで一気にブームは下火となり、各地にあったトランポリン場が閉鎖に追い込まれてしまった。その経験からヨーロッパに渡ったトランポリンはきちんとした指導下で行われる競技スポーツとして確立されていくことになった。

## 構造
スチールで出来た枠は「フレーム」、布部分は「ベッド」という。ベッドは多数のゴム・ケーブルまたはスプリングで枠に固定する。
フレームの上にはクッション材として「フレームパッド」を置く。
折りたたんで収納できるようになっている。

### サイズ
体操競技用のものは長方形のフレームだが、家庭でエクササイズに用いる物には丸いフレームのものもある。
- スモールサイズ：ベッドサイズが約3m×1.5m
- ミドルサイズ：約3.6m×1.8m
- ラージサイズ：約4.3m×2.1m（公式競技用）

## 跳び方
基本的にはまっすぐ立って膝を曲げずに跳躍する。跳躍を繰り返すうちにどんどん高く跳躍できるようになる。手を上げ下ろし、あるいは左右に動かしてバランスを取る。
靴下を履いて行う。
垂直跳び以外に、膝落ち（ニードロップ）、腰落ち（シート）、腹落ち（フロントドロップ）、捻り跳び（ピルエット）、抱えとび（タック）、四つんばい落ち、開脚跳び（ストラドル）、閉脚跳び（パイク）、ターンテーブル、ローラー、スィブルヒップス、バラニー、ルディー、ランディー、エディー、など色々な技（跳び方）があり、トランポリン競技ではこれらから10種目を組み合わせて演技する（跳ぶ）。
跳躍を止める時は、着地時に膝と腰を曲げて反発力を吸収し、両手を斜め上に上げてバランスを取って止まる。

### 注意点
高く跳んでいるときにバランスを崩してフレームに着地したりベッドから落下すると大変危険である。
跳躍はできる限りベッド中央で行うこと。トランポリン使用の際は指導者の監督の下、周りに複数の補助者を配置しておく必要がある。

## 各種のトランポリン

### 競技トランポリン
- 個人競技：一人ずつ飛んで演技を競う

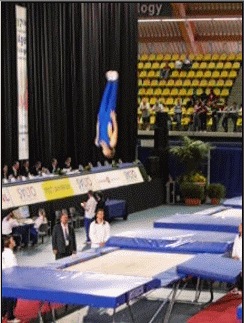
トランポリン競技（個人競技）

- シンクロナイズド競技：2人1組となり、トランポリンを2台並べて2人が同時に同じ10種目を跳び、他の組と演技を競う。

オリンピックでも2000年シドニー大会から、新体操と並び、体操競技の一部門として正式種目となっている。大学でもトランポリンクラブがあり、全日本学生トランポリン選手権大会（インカレ）も42回（2007年度）を数え、団体戦と個人戦があり、男子強豪校は日本体育大学、金沢学院大学、早稲田大学、慶應義塾大学、学習院大学、北翔大学、静岡産業大学、女子強豪校は日本体育大学、金沢学院大学、早稲田大学、阪南大学、文教大学などで、大学日本一を目指ししのぎを削っている。

### トランポビクス
トランポビクスは1人用のミニトランポリンを用いて、トランポリン上での運動にエアロビクス（有酸素運動）を取り入れたもの。1985年（昭和60年）に考案された日本発祥のニュースポーツの一種とされている。1985年には日本トランポビクス協会も発足している。
ジョグと呼ばれる円形トランポリンの上で軽快な音楽に合わせてエクササイズを行う。公認のジョグ（円形の小型トランポリン）は直径86cm、高さ20cm。トランポビクスに使用するトランポリンは、床よりも柔らかいが、競技用など大型のトランポリンよりは硬く、体への負担が軽減されている。なお、公認トランポビクス指導員資格制度がある。

### レクリエーション・トランポリン

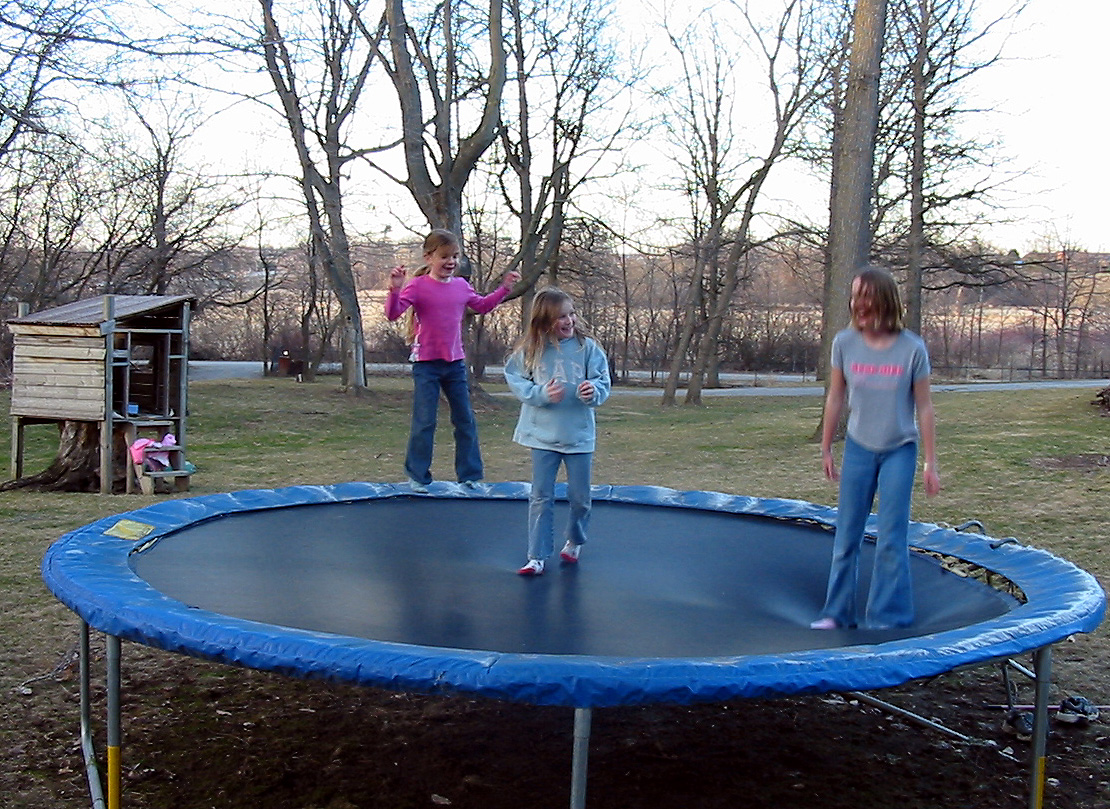
レクリエーション・トランポリン

略して「レクトラ」。楽しむためのトランポリン。
靴を脱いで靴下で行う。高く跳ぶことで開放感を味わうことができる。空中でのバランス感覚を養うことができる。市立体育館でトランポリン教室を開いている自治体、クラブ活動や体育の授業に取り入れている学校、園庭にトランポリンを備えている幼稚園などもある。また、トランポリンを置いている遊園地もある。
- バッヂテスト：日本体操協会（旧日本トランポリン協会）では初心者が自分の上達を確認できるよう５級から1級までのバッヂテストを実施している。
- シャトル競技：トランポリンを2台並べ、2人の競技者が向き合って交互に跳ぶ競技。

## その他
トランポリンが設置された遊戯施設などにおいて、トランポリンで遊んでいて重傷を負う事故が、2010年以降で80件以上発生していることが、2022年11月11日付の新聞報道で明らかになった。高くジャンプすることが可能な公式競技用のトランポリンを設置していて、そこで宙返りなどの危険行為をしているにもかかわらず、施設側が注意せず、このため事故が多発しているとして、消費者庁が施設名を公表し注意喚起する事態となっている。また、遊戯施設の監督官庁である経済産業省も、安全対策を定めた指針の策定を検討している模様である。